# Beočin
Beočin (en serbe cyrillique : Беочин) est une ville et une municipalité de Serbie. Situées dans la province autonome de Voïvodine, elles font partie du district de Bačka méridionale. Au recensement de 2011, la ville comptait 7 839 habitants et la municipalité dont elle est le centre 15 726.

## Géographie
Bien que rattachée au district de Bačka méridionale, Beočin fait partie de la région de la Syrmie.

## Histoire
En dialecte local, le nom de la ville dérive d’un mot signifiant le « père blanc », en référence au monastère de Beočin voisin.
Beočin est mentionnée pour la première fois en 1702. La ville connut un développement rapide quand s’y installa une usine de ciment qui est l’une des plus grandes d’Europe.

## Localités de la municipalité de Beočin

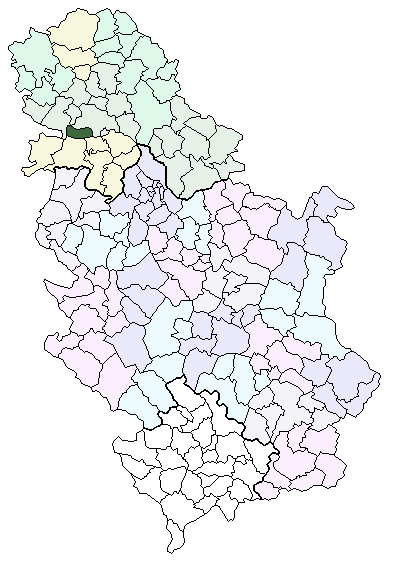
Localisation de la municipalité de Beočin en Serbie
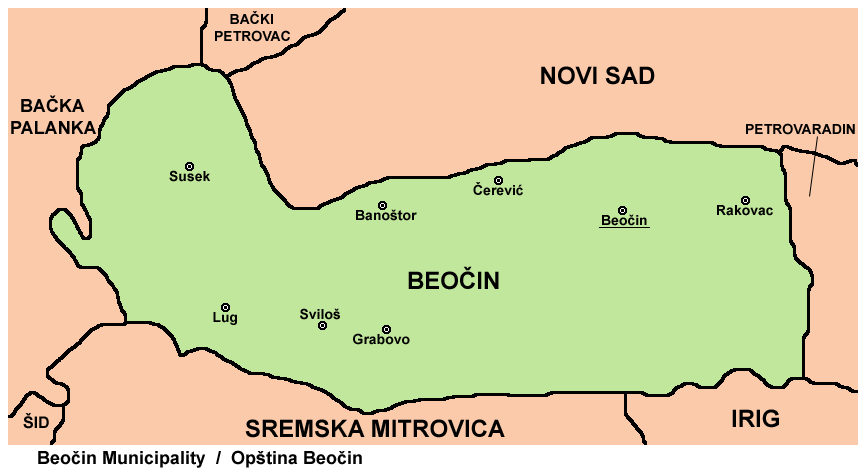
Localités de la municipalité de Beočin

La municipalité de Beočin compte 8 localités :
- Banoštor
- Beočin
- Grabovo
- Lug
- Rakovac
- Sviloš
- Susek
- Čerević

Beočin est officiellement classée comme une « localité urbaine » (en serbe : градско насеље et gradsko naselje) ; les autres localités sont considérées comme des « villages » (село/selo).

## Démographie

### Ville

#### Évolution historique de la population dans la ville
| 1948  | 1953  | 1961  | 1971  | 1981  | 1991  | 2002  | 2011  |
| ----- | ----- | ----- | ----- | ----- | ----- | ----- | ----- |
| 3 639 | 4 082 | 5 145 | 6 563 | 7 298 | 7 873 | 8 058 | 7 839 |

|  |

#### Données de 2002
Pyramide des âges (2002)
Répartition de la population par nationalités dans la ville (2002)

#### Données de 2011
Pyramide des âges (2011)
En 2011, l'âge moyen de la population de la ville était de 39,1 ans, 37,4 ans pour les hommes et 40,8 ans pour les femmes.
Répartition de la population par nationalités dans la ville (2011)

### Municipalité

#### Données de 2002
Pyramide des âges (2002)
Répartition de la population par nationalités dans la municipalité (2002)

#### Données de 2011
Pyramide des âges (2011)
En 2011, l'âge moyen de la population dans la municipalité était de 40,8 ans, 39,4 ans pour les hommes et 42,2 ans pour les femmes.
Répartition de la population par nationalités (2011)
Les localités de la municipalité de Beočin possèdent une majorité de peuplement serbe, à l’exception du village de Lug qui est habité par une majorité de Slovaques. Le recensement de 2011 marque une légère progression des Serbes qui représentent un plus de 69 % de la population totale ; les Roms représentent 9 % de la population de 2011, en augmentation par rapport à 2002 où ils constituaient 6,5 % de l'ensemble. Les Croates, les Hongrois et les Slovaques voient leur proportion diminuer. La catégorie de recensement des Yougoslaves, qui se réfère à la République fédérative socialiste de Yougoslavie sans marque de nationalité, est également en nette diminution,.

## Religions (2002)
Sur le plan religieux, la municipalité de Beočin est peuplée par une majorité de Serbes orthodoxes ; elle dépend de l'éparchie de Syrmie (en serbe cyrillique : Епархија сремска), dont le siège est à Sremski Karlovci.

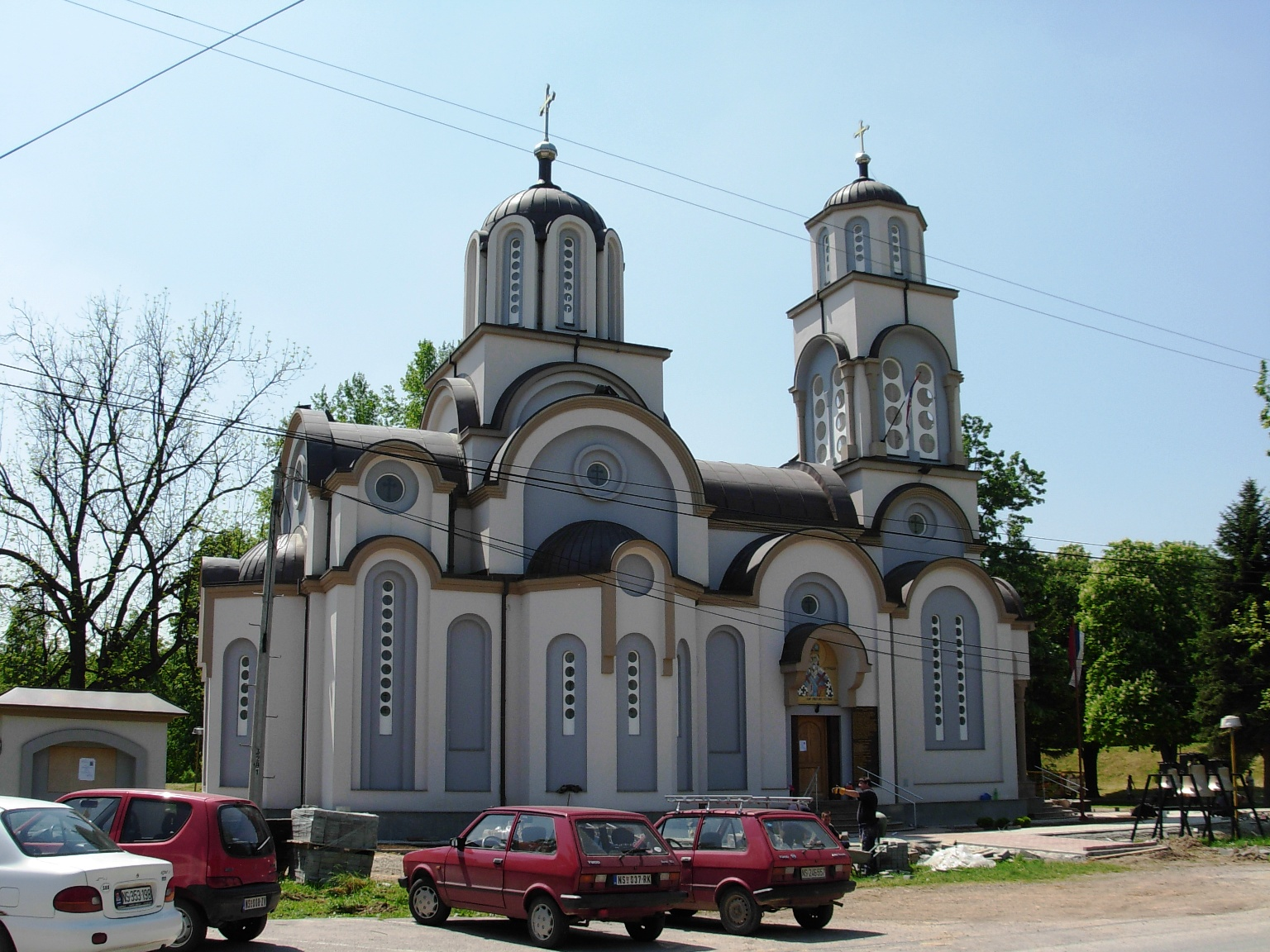
L'église Saint-Basile d'Ostrog à Beočin

En 2002, les Catholiques représentaient un peu moins de 9,5 % de la population de la municipalité. Leur culte relève du diocèse de Syrmie, qui a son siège à Sremska Mitrovica ; ce diocèse dépend de l'archidiocèse de Đakovo-Osijek, dont le siège est en Croatie.

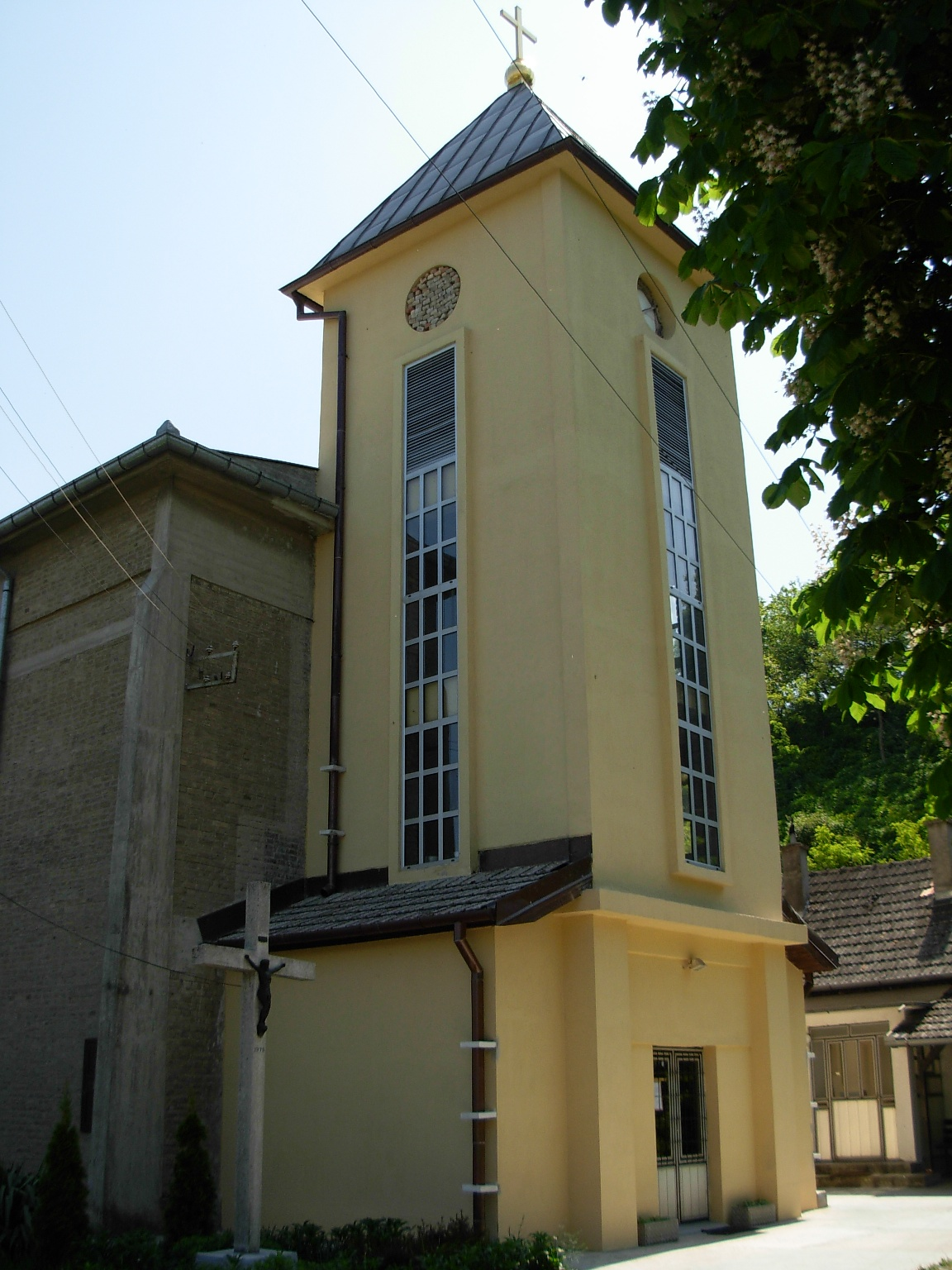
L'église catholique Sainte-Barbe à Beočin

## Politique

### Élections locales de 2004
À la suite des élections locales serbes de 2004, les sièges de l’assemblée municipale de Beočin étaient répartis de la manière suivante :
| Parti                                     | Sièges |
| ----------------------------------------- | ------ |
| Parti radical serbe                       | 11     |
| Parti démocratique                        | 5      |
| Parti socialiste de Serbie                | 4      |
| Parti démocratique de Serbie              | 3      |
| Mouvement Force de la Serbie              | 3      |
| G17 Plus                                  | 3      |
| Parti social-démocrate des Roms de Serbie | 2      |
| Nouvelle Serbie                           | 2      |

### Élections locales de 2008

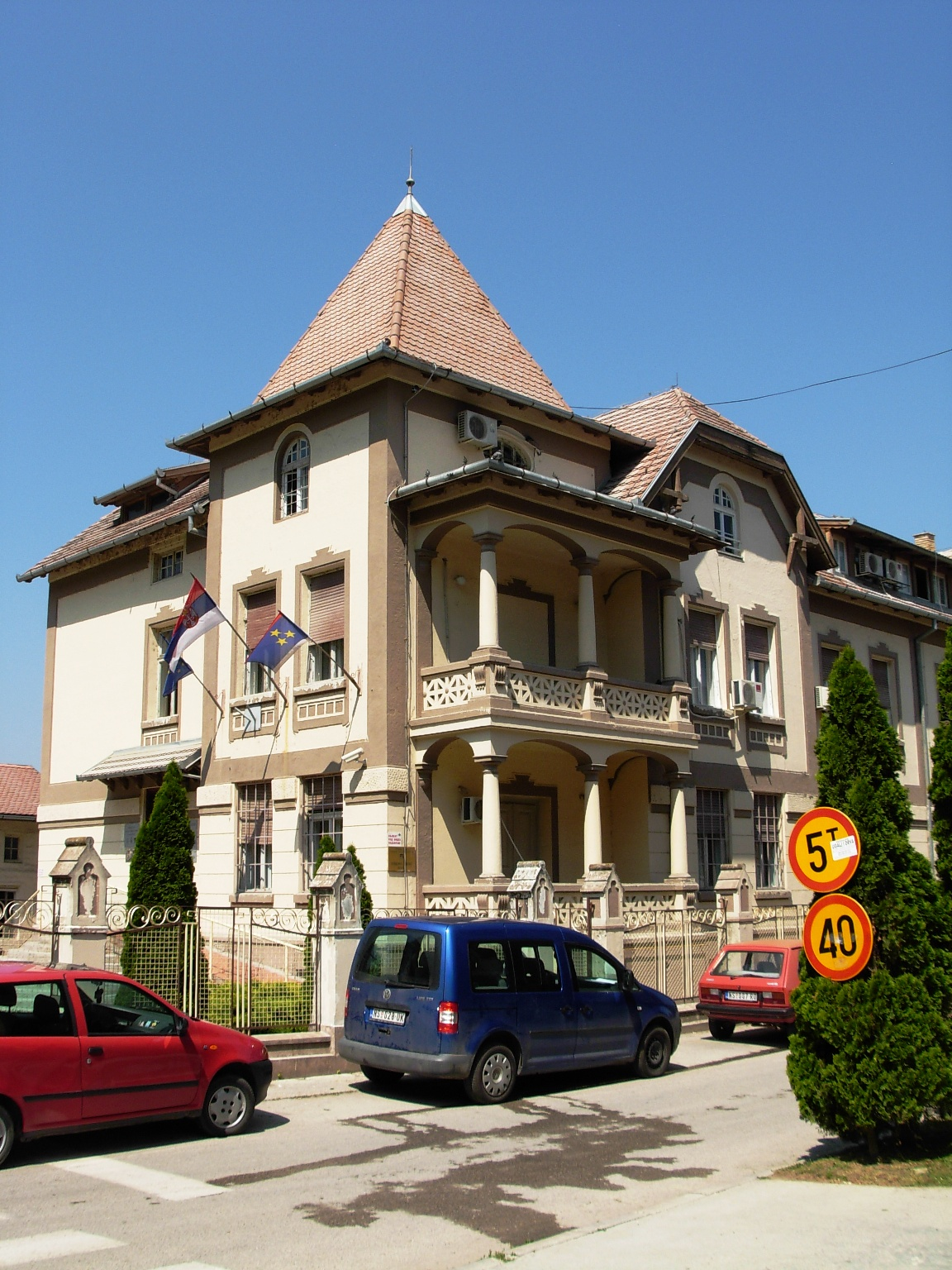
Le bâtiment de l'assemblée municipale à Beočin

À la suite des élections locales serbes de 2008, les 34 sièges de l'assemblée municipale de Beočin se répartissaient de la manière suivante :
| Parti                                                           | Sièges |
| --------------------------------------------------------------- | ------ |
| Parti radical serbe                                             | 8      |
| Parti démocratique                                              | 8      |
| G17 Plus                                                        | 4      |
| Parti démocratique de Serbie                                    | 4      |
| Parti socialiste de Serbie - Parti des retraités unis de Serbie | 3      |
| Ensemble pour la Voïvodine                                      | 3      |
| Liste Goran Kalabić                                             | 2      |
| Parti rom Beočin                                                | 1      |
| Nouveau parti démocratique                                      | 1      |

Bogdan Cvejić, membre du Parti démocratique du président Boris Tadić, a été élu président (maire) de la municipalité.

### Élections locales de 2012
À la suite des élections locales serbes de 2012, les 29 sièges de l'assemblée municipale de Beočin se répartissaient de la manière suivante :
| Parti                                                                               | Sièges |
| ----------------------------------------------------------------------------------- | ------ |
| Parti démocratique                                                                  | 9      |
| Parti socialiste de Serbie                                                          | 4      |
| Régions unies de Serbie                                                             | 4      |
| Donnons de l'élan à Beočin (Parti progressiste serbe, Mouvement Force de la Serbie) | 4      |
| Parti démocratique de Serbie                                                        | 3      |
| Ligue des sociaux-démocrates de Voïvodine                                           | 3      |
| Parti démocratique des Roms                                                         | 2      |

Bogdan Cvejić a été réélu président de la municipalité.

## Économie
Beočin est le siège de la cimenterie Lafarge, héritière de la Beočinska fabrika cementa, l’« usine de ciment de Beočin », en abrégé BFC, créée en 1952 ; à cette époque, il s’agissait d’une entreprise publique. Une fois la société privatisée, en 2001, le groupe français Lafarge a acheté 70 % de son capital, puis s'est porté acquéreur du reste du capital en 2008 pour un montant de 15,5 millions d’euros. En 2006, Lafarge Beočin se situait à la 5e place dans la liste des 100 entreprises les plus rentables de Serbie ; elle réalisait un profit net de 21,7 millions d’euros.

## Tourisme

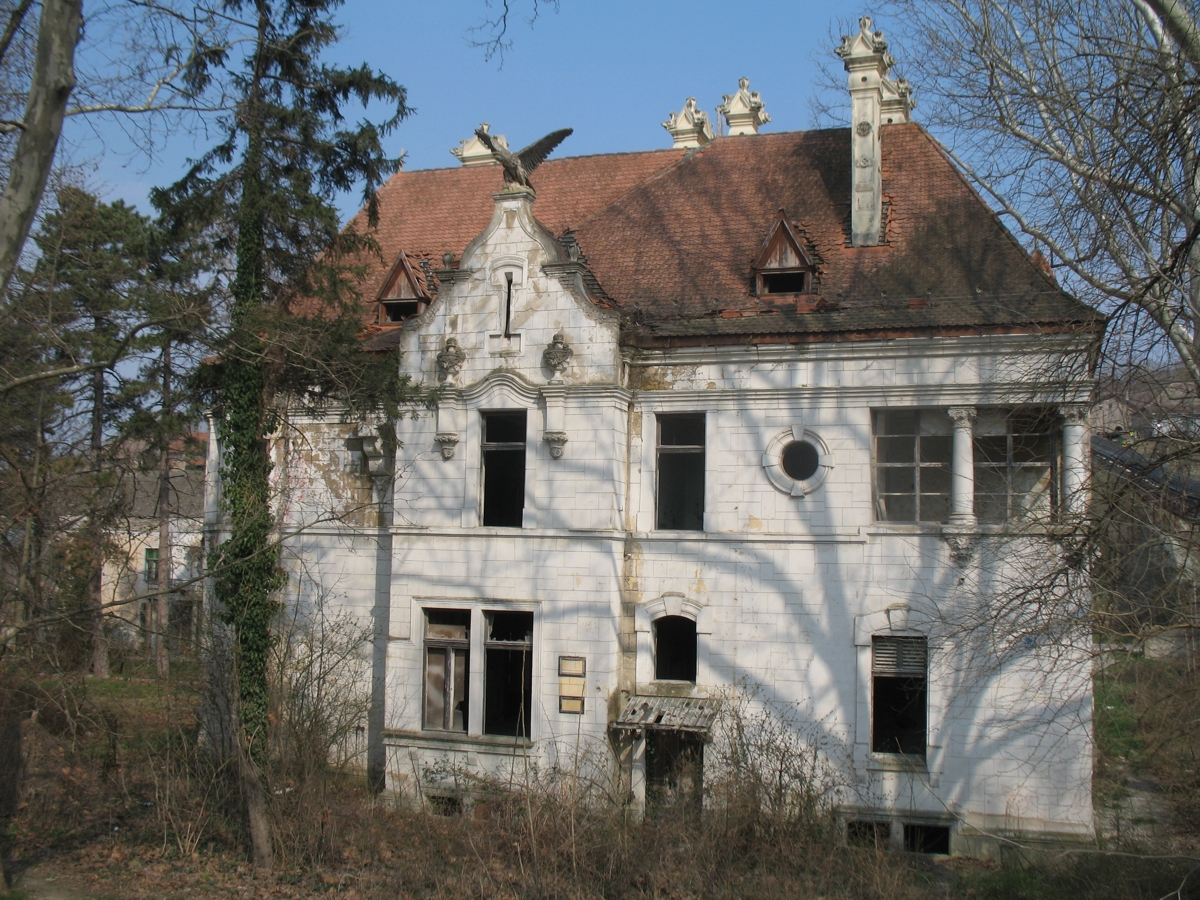
La façade ouest du château Spitzer

Parmi les monuments culturels de la ville Beočin, on peut citer une maison rurale (première moitié du XVIIIe siècle, GI), l'église de la Transfiguration (1906, GI) et le château Spitzer. Le monastère de Beočin est situé à proximité de la ville.

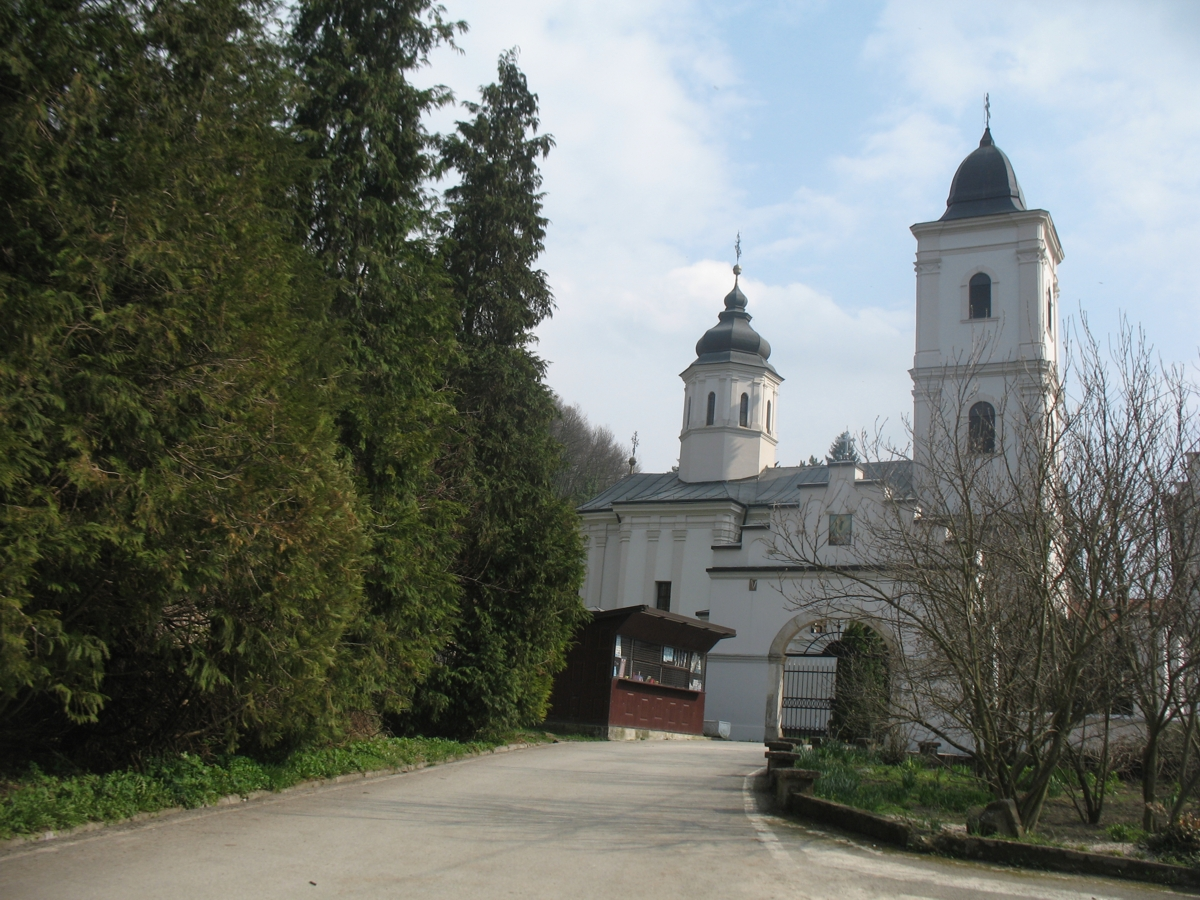
Le monastère de Beočin

## Coopération internationale
- Ugljevik (Bosnie-Herzégovine) depuis 1982
- Nováky (Slovaquie)
- Battonya (Hongrie)